# Richard Morris Hunt
Richard Morris Hunt (Brattleboro, 31 de octubre de 1827-Newport, 31 de julio de 1895) fue un arquitecto, considerado uno de los padres de la arquitectura estadounidense. Fue uno de los fundadores del American Institute of Architects y lo presidió desde 1888. Ayudó a dar forma a la ciudad de Nueva York con sus diseños para la fachada y el gran salón del Museo Metropolitano de Arte, el pedestal de la Estatua de la Libertad y muchas mansiones de la Quinta Avenida (ahora desaparecidas). Hunt también es conocido por su Biltmore Estate, la casa privada más grande de Estados Unidos, cerca de Asheville, y por sus elaboradas cabañas de verano en Newport, que establecieron un nuevo estándar de ostentación para los emprendedores y nuevos ricos de la Edad Dorada. Recibió encargos de millonarios para construir residencias de estilos neorrománico o neorrenacentista, para las cuales copió las alas Luis XII y Francisco I del Castillo de Blois. Construyó la casa de John N. Griswold en Newport en 1862. Diseñó el New York Tribune Building, considerado por los neoyorquinos el primer rascacielos.
Hunt murió en Newport en 1895 y fue enterrado en el Cementerio Island. En 1988 la Sociedad municipal de arte encargo un monumento conmemorativo, el cual fue diseñado por el escultor Daniel Chester French y el arquitecto Bruce Price.

## Honores
- Doctor honoris causa, Harvard University, Cambridge, Massachusetts (primer arquitecto en recibir el honor)[1]
- Medalla de Oro del RIBA, Royal Institute of British Architects, 1893 (primer arquitecto de EE. UU en ser honrado)
- Miembro honorario, Académie française
- Caballero de la Legión de Honor, Francia[2]